# Eotragus noyei
Espèce
Eotragus noyei est une espèce éteinte de mammifères de la famille des Bovidae. Elle a été découverte au Pakistan dans des formations datant de 18 millions d'années.

## Systématique
L'espèce Eotragus noyei a été décrite en 1995 par les paléontologues Nikos Solounias (d), John C. Barry (d), Raymond L. Bernor (d), Everett H. Lindsay (d) et S. Mahmood Raza (d).

## Étymologie
Son épithète spécifique, noyei, lui a été donnée en l'honneur de Noye Munroe Johnson (d) (1930-1987) qui a contribué à des expéditions géologiques et paléontologiques au Pakistan.

## Publication originale
- (en) Nikos Solounias, John C. Barry, Raymond L. Bernor, E. H. Lindsay et S. Mahmood Raza, « The oldest bovid from the Siwaliks, Pakistan », Journal of Vertebrate Paleontology, SVP et Taylor & Francis, vol. 15, no 4,‎ 27 décembre 1995, p. 806-814 (ISSN 0272-4634 et 1937-2809, OCLC 238100068, DOI 10.1080/02724634.1995.10011263, JSTOR 4523671).